# Saint-Étienne-sur-Suippe
Saint-Étienne-sur-Suippe è un comune francese di 283 abitanti situato nel dipartimento della Marna nella regione del Grand Est.

## Società

### Evoluzione demografica
Abitanti censiti